# Veronika Holcová
Veronika Holcová (*1973, Praha) je česká malířka, grafička a ilustrátorka. Patří k výrazným českým umělcům počátku jednadvacátého století. Vystavuje v České republice i v zahraničí. Její tvorba je zastoupena ve sbírkách Národní galerie v Praze, v soukromých a veřejných sbírkách v České republice, Kanadě, Švýcarsku, Itálii, Německu, Velké Británii nebo USA.

## Životopis
Veronika Holcová se narodila v roce 1973 v Praze. Již v mládí ji zaujala monografie obrazů z pravěku Zdeňka Buriana nebo krajiny Adolfa Kosárka. Po ukončení střední uměleckoprůmyslové školy v roce 1991, pokračovala ve studiu na Akademii výtvarných umění v Praze (1993–1999). Začínala figurativní kresbou v ateliéru Jitky Svobodové, v ateliérech malby se postuoně učila pod vedením Bedřicha Dlouhého a Vladimíra Skrepla s Jiřím Kovandou. V ateliéru umělecké grafiky Vladimíra Kokolii absolvovala diplomovou prací „Jedno v druhém“. Během studia na vysoké škole vystavovala velkoformátové figurální kresby (1993). Mezi její spolužáky patřil například Krištof Kintera, Kateřina Vincourová nebo Josef Bolf. Záhy po studiu se stala výraznou osobností pracující na volné noze.
Pravidelně vystavuje od 2. poloviny 90. let. V roce 2000 absolvovala stáž v Egon Schiele Art Centru v Českém Krumlově, v roce 2002 ve švýcarském Bernu. V roce 2017 se zúčastnila studijního pobytu v centru vizuálního umění Budapest Art Factory v Maďarsku.
V průběhu nultých let se ji podařilo navázat spolupráci s německou Galerií Albrecht a výrazněji se prosadit v evropských galerijních institucích. V roce 2015 se s tehdejším manželem, velvyslancem v Kanadě Pavlem Hrnčířem přestěhovala na čtyři roky do Ottawy. Ze dvou nevyužívaných sálů české ambasády zde vytvořila galerii, kde představovala práce českých a kanadských umělců. Navázala spolupráci s Ottawa Art Gallery, v Torontu se seznámila s majitelkou jedné z významných privátních galerií Olgou Korperovou a získala možnost vystavovat v prestižní torontské galerii Christophera Cuttse. Od roku 2021 působí ve spolku Bubahof, který v Prostoru Olga v pražských Strašnicích vyvíjí aktivity spojující umění, sociálně-kulturní aktivismus, ekologii a vzdělávání. V současné době žije v Praze, má syna a dceru.

## Tvorba
Ve své tvorbě se inspiruje malbou starých mistrů, ale také obrazy Caspara Davida Friedricha, Balthuse a dalšími. Svým způsobem navazuje na českou surrealistickou tvorbu (např. Toyen, Josef Šíma, Vladimír Boudník).  Inspirací jí byla také literární díla, lze jmenovat například francouzského spisovatele Michela Houellebecqa nebo Haruki Murakamiho z Japonska.
Jejím základním výrazovým prostředkem je kresba. Umožňuje jí postihovat odlišné děje a proměny, objevuje se při konstituci obrazu a ve způsobu zacházení s barvou. Reaguje v nich na události reálného života a hledá výtvarné vyjádření pro obsahy lidského podvědomí. Díky tomuto přístupu se již na přelomu tisíciletí odlišovala od převládajících výrazových tendencí a vymykala se konkrétnímu generačnímu zařazení. Součást její tvorby tvoří figurativní obrazy a malby nekonečných snových krajin s osamělými postavami.

### Kresby / „deníkové záznamy“
Od roku 1997 začala vytvářet asociativní kresby na volně deníkovém základě. Výjimečná představivost jí umožňuje balancovat mezi skutečností a fantazií. Nepopisuje v nich události každého dne, ale nechá odrážet své psychické stavy a vizuální představy. Do tvorby promítá osobní život, vzpomínky, pocity, představy, sny. Kreslí olejovými barvami na ruční papír z losinské papírny. Zpočátku nanášela barvu na papír konečky prstů.

### Malby
Na pomezí mezi malbou a kresbou štětcem vytváří poetické a křehké malby, v nichž se náhodné skvrny spojují s propracovanými detaily. Malby vytváří postupně, jako výsledek intenzivního soustředění. Působivé barevné detaily vznikají vrstvením barev v jemných lazurách. Pro její tvorbu je vedle barevnosti typická hra se světlem.
Krajiny bývají někdy neobydlené a jakoby nedokončené, prázdný prostor charakterizuje „nekonečný vesmír“. Lidské nebo zvířecí bytosti, které se v nich objevují, pocházejí ze současnosti i dávné minulosti. K dalším znakům tvorby patří používání různých proporcí. Například uprostřed velkolepé přírodní scenérie se ztrácejí drobné lidské postavy. Někdy lze objevit skryté erotické motivy (Nebeské těleso, 2007). V obrazu Tajná schůzka (2007) je pro změnu ukryta milenecká dvojice.
Inspirace realistickými prvky malíře Caspara Davida Fridricha spolu s vlivy surrealismu a abstraktního expresionismu jsou zřejmé v dílech z let 2006–2008. Umělkyně používá speciální techniku malby, kdy ředěnou akrylovou barvu rozlévá na plátno a doplňuje objekty (postavami) malovanými olejovou barvou. Jako příklad lze zmínit obraz Paměť nebo Pilgrimage. Řada obrazů představuje ještě fantasknější i pravěké krajiny, kde jsou někdy zobrazeny muži, poutníci s kyjem nebo hominidé na cestě. Další série obrazů se zabývá přerodem ledové krajiny. Jako by vznikal animovaný proces, kdy taje led, až se zazelená krajina. Každý nový obraz z této série navazuje nebo je spíše propojen s předchozím.

### KnihaNa dosah ruky
S básníkem Petrem Borkovcem přispěla k obnovení tradice, ve které se pojí výtvarné umění s literaturou. V Galerii Švestka organizovali cyklus večerů Literární sklony (2010–2011). Čeští spisovatelé představovali své oblíbené výtvarníky a jejich díla. Zde se zrodila myšlenka vydat výtvarně literární knihu. Kniha Na dosah ruky (originální název – Within Hand's Reach) vznikla spojením více než sto padesáti barevných kreseb umělkyně z let 1997–2015 a básnických textů D. Ž. Bora, Jáchyma Topola, Petra Borkovce, Markéty Pilátové a Jakuba Řeháka. Texty byly uvedeny také v anglickém, německém, francouzském a italském překladu. Dílo bylo vydáno v nakladatelství Trigon v roce 2015.

## Výstavy

### Samostatné výstavy (výběr)
- 1993 Galerie Affa – Malostranská beseda, Praha [8]
- 1997 Situace Veroniky Holcové. Galerie Caesar, Olomouc
- 1999 České centrum, Bratislava
- 2001 Sladký život. Galerie Behémót, Praha
- 2001 Ruční práce. Moravská galerie – Atrium Pražákova Paláce, Brno
- 2001 Bez brýlí. Komunikační prostor Školská 28, Praha
- 2002 Rysunki. Galerie Pokorný, Prostějov
- 2005 Území, Galerie Jiří Švestka. Praha
- 2006 Území. Galerie Albrecht, Mnichov
- 2007 Obrazy. Galerie Albrecht, Mnichov
- 2008 Moje paměť. Galerie Jiří Švestka. Praha
- 2011 Melancholia. Bárka Café, Ústí nad Labem
- 2011 Na dosah ruky. Kabinet kresby, Musée d'Art Moderne de Saint–Etienne
- 2012 Through The Needle´s Eye As A Frame. Galerie 35M2, Praha
- 2012 Krutá hudba, trochu něhy a magie, ta tmavá, žhavá. Galerie Montmartre, Praha
- 2012 Veronika Holcová. Galerie Caesar, Olomouc
- 2013 Salto Mortale. Galerie Albrecht, Berlín
- 2013 Lilith. Katz Contemporary, Curych (se Sandrou Vasqueze de la Horra a Selinou Baumann),
- 2013 Galerie Chaos, Střítež
- 2014 Animanismus. k.arton, Praha
- 2015 Pandora´s Box. Colloredo–Mansfeldský palác, GHMP, Praha (s Klarou Kristalovou a Sandrou Vasquez de la Horra) [18]
- 2015 Tváří v tvář. Galerie Albrecht, Berlín
- 2015 Pod zemí. Antikvariát a klub Fiducia, Ostrava
- 2016 Sova, duše a srdce. Galerie Christopher Cutts, Toronto
- 2017 Divočina. Galerie Villa Pellé, Praha[19]
- 2018 Fantasmagoria. Christopher Cutts Gallery, Toronto
- 2019 Inside Out. Axéneo7, Gatineau, CA
- 2020 Kanada 2015–2019. Galerie výtvarného umění v Chebu[20]
- 2020 Srdce na tahu. Oblastní galerie Liberec (s Markétou Hlinovskou)[21]
- 2021 Legenda o vodě. Altán Klamovka, Praha
- 2021 Vlčí Mák. Brillovka, Rožnov pod Radhoštěm
- 2022 Veronika Holcová. Alšova jihočeská galerie, Wortnerův dům, České Budějovice[22]
- 2022 Ostara. Galerie Pštrosova 28, Praha (s Annou Zemánkovou)
- 2023 PERLYVPERLE. Nová Perla, Kyjov
- 2023 Až kukačka zakuká. Kaple Holyně, Praha (s Ditou Lamačovou)
- 2023 Poustevník a láska. Galerie Emila Filly, Ústí nad Labem[23]
- 2023 Nika a říše. Galerie Pekelné sáně, Kroměříž[24]

### Skupinové výstavy (výběr)
- 1993 Studenti AVU. U Hybernů, Praha
- 1994 Junge Künstler der Prager Akademie der bildenden Künste. Museum Kunstpalast, Kunstmuseum Düsseldorf
- 1994 Nová jména. Galerie Václava Špály, Praha
- 1996 Opravdová láska. Galerie kavárny Velryba, Praha
- 1997 Dzyga Gallery. Lvov
- 1997 Sight. Národní galerie, Banska Bystrica
- 1997 At Home Gallery, Synagoga v Šamoríně
- 1997 Ovoce z Prahy. České centrum v Berlíně
- 1999 Neplánovaná spojení. Výstavní síň Mánes, Praha
- 1999 Girlshow. Galerie MXM, Praha
- 1999 Heinous Deed. Salmovský palác, Praha
- 1999 Vize. Galerie NoD – Klub Roxy, Praha
- 2000 Pravděpodobná malba. Výstavní sím Mánes, Praha
- 2000 Girlshow. Bukurešť / Galerie Emily Filly, Ústí nad Labem
- 2001 Laboratoř. Národní galerie v Praze, Veletržní palác, Praha
- 2002 Visionaries and Narrators. Kutlurarbteilung Bayer, Leverkusen, Dormagen
- 2003 Young Czech Art. Národní galerie v Praze, Veletržní palác, Praha
- 2005 Mezinárodní bienále současného umění: Druhý pohled. Národní galerie v Praze, Veletržní palác, Praha
- 2006 Příští stanice Arkádie. Galerie moderního umění v Roudnici nad Labem / Městská galerie, Pirna
- 2006 Cyklus 1.0 – Ferne Naehen. Stift Lilienfeld, Klášter Lilienfeld
- 2007 Minipříběhy. 48th October Salon, Bělehrad
- 2007 Resseting. Jiné cesty k věcnosti. Galerie hlavního města Prahy – Městská knihovna, Praha
- 2011 Cabinet de dessin – Drawing in the age of fragility. Centro Arti Visive, Pietrasanta
- 2011 Un altro romantico. Galleria Pack, Milán
- 2011 Salto Mortale. Galerie Albrecht, Berlín
- 2011 Víly, skřítkové a trpaslíci. Artinbox Gallery, Praha
- 2011 Houby, houbičky, atomové hřiby... Artinbox Gallery, Praha
- 2013 Diskrétní transformace. Topičův salon, Praha[2]
- 2014 Drak se probouzí. Současná inspirace východoasijským uměním. Národní galerie v Praze, Palác Kinských, Praha
- 2015 Art from Heart. Power Station of Art, Šanghaj
- 2016 Signifikante Ungewissheiten. Galerie Heike Curtze, Vídeň
- 2019 Sur un terrain étrange. Galerie Kewenig, Berlín
- 2020 Radikální ženy. DSC Galerie, Praha
- 2022 Člověk v jeskyni. Galerie NTK, Praha / Galerie města Blanska
- 2022 Gulliver's Sketchbook. KAI10, Arthena Foudation, Düsseldorf
- 2022 ... on paper. Thomas Rehbein Gallery, Kolín nad Rýnem
- 2023 Sometimes in Winter. Galerie Kurzor, Praha
- 2023 Hands and What They Mean. Galerie Albrecht, Berlín

## Ilustrace
- Kateřina Klaricová: Pohádky pro pana Izru: Baobab, 2001
- Misprimares 80 000 palabras. Media Vaca, Libros para ninos, 2002[25]
- Jiří Veselský: Luna je za vlakem poslední nárazník. Trigon, 2003
- Markéta Pilátová: Tsunami Blues. Praha: Torst, 2014
- Milionové časy. Povídky českých spisovatelů na téma cesta pro společnost ADRA, Argo 2014[26]
- Ximena Godoy–Arcaya: Contra-Dia. Gervais Jassaud, Collectif Génération, 2018